# Gephyroctenus panguana
Gephyroctenus panguana là một loài nhện trong họ Ctenidae.
Loài này thuộc chi Gephyroctenus. Gephyroctenus panguana được miêu tả năm 2008 bởi Polotow & Antonio D. Brescovit.